# グレシャム宮殿

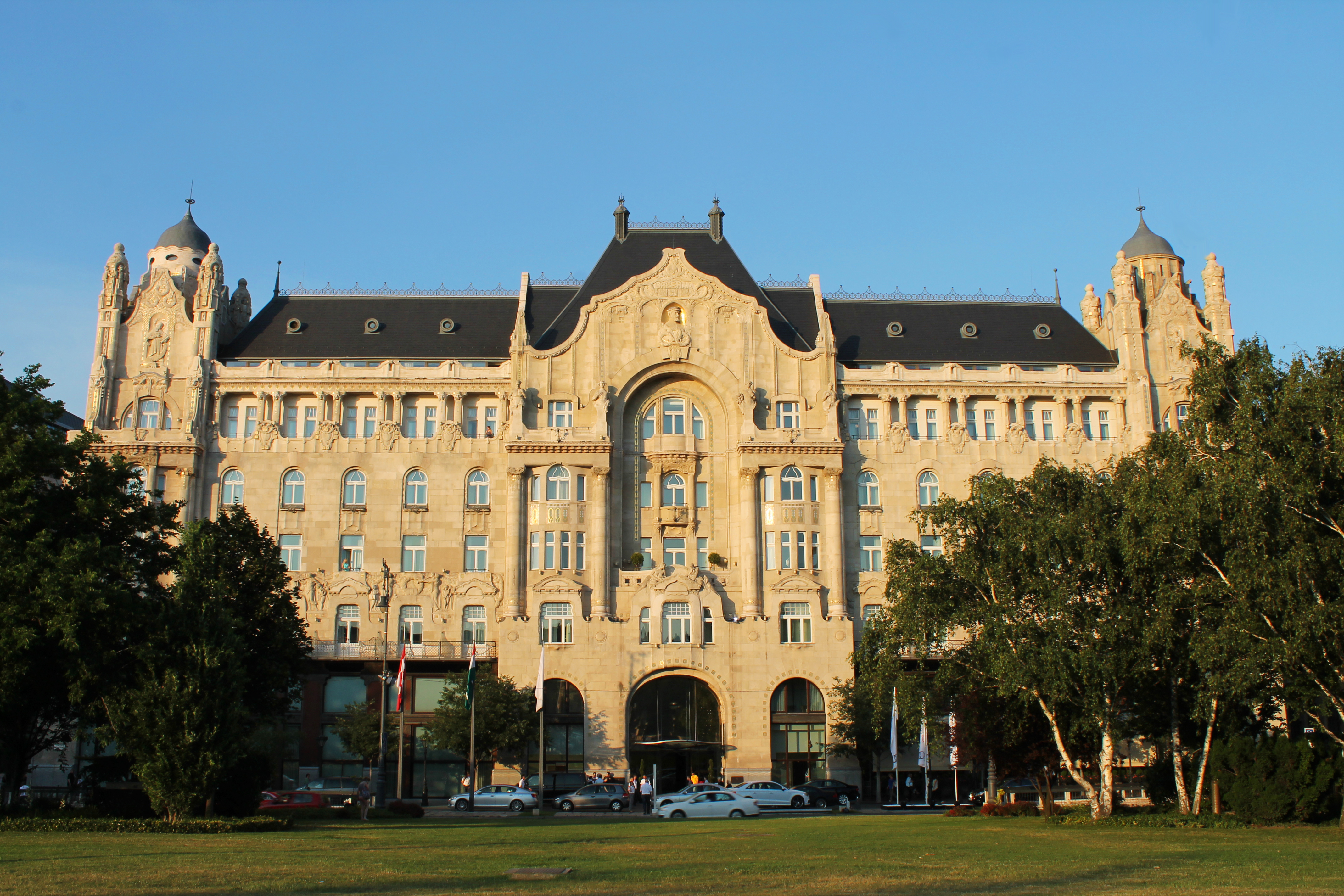
グレシャム宮殿

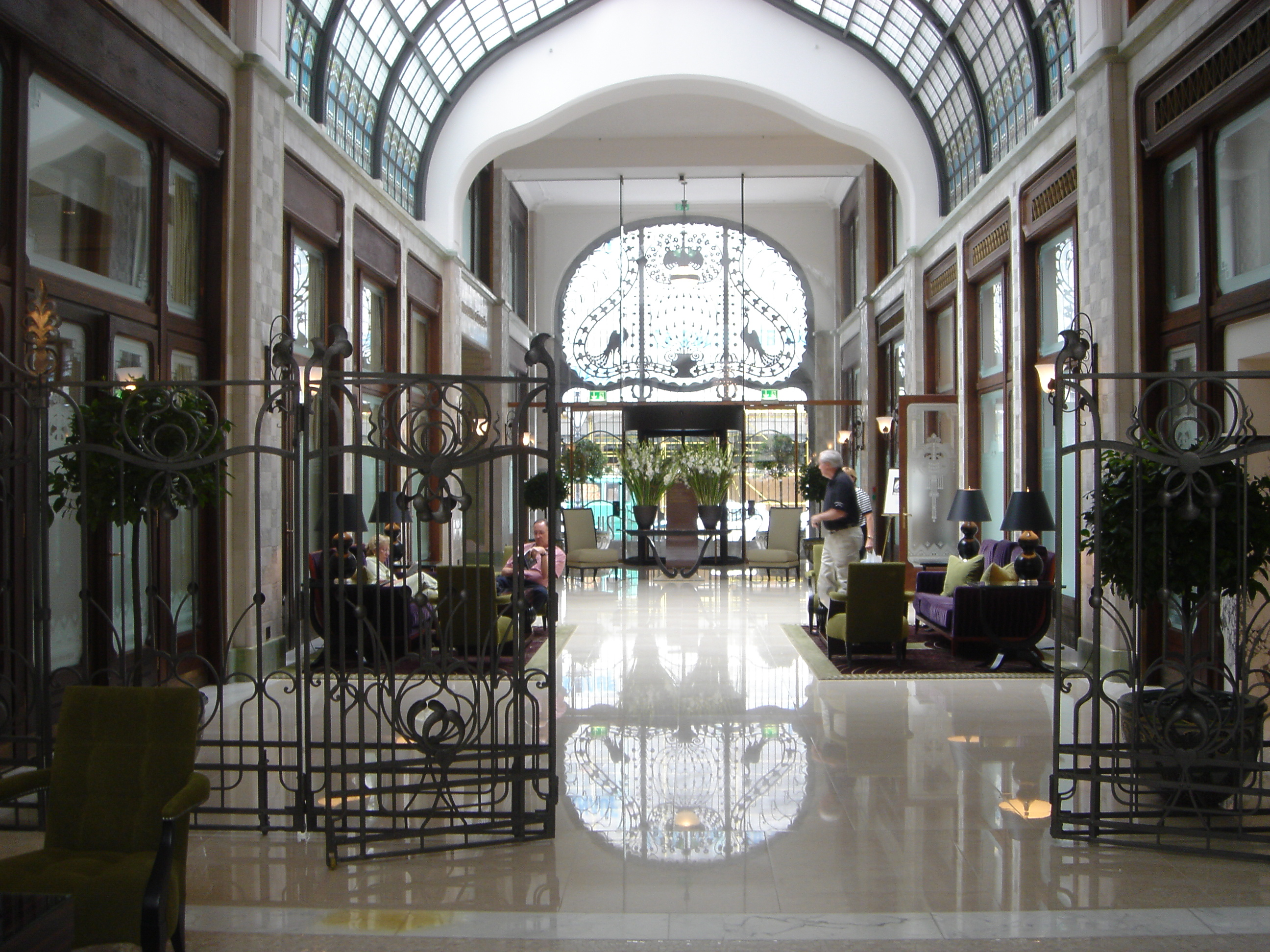
内部

グレシャム宮殿（グレシャムきゅうでん、ハンガリー語: Gresham-palota）とは、ハンガリーの首都ブダペストにある、アール・ヌーヴォー様式の建物である。1900年代初頭に建てられ、現在はフォーシーズンズホテルによって所有されている。

## 歴史
現在のグレシャム宮殿にあたる土地には1827年以降、新古典主義建築のナーコー家が建てられていた。1880年、ロンドンを本拠地とするグレシャム生命保険会社がこの地を買い占めた。これは当時、保険会社による株式投資は違法であったため、賃貸を通じて収入を得ることを見込んだ投資であった。会社は後にこの地に外国の本部を作る事を決めた。新しい建造物のデザインには地元の建築家であるクィットナー・シグモンドを起用し、1904年にグレシャム宮殿の建設が開始され、1906年に完成した。
この宮殿は当初、グレシャム社に関係する英国の貴族階級の人々の家屋兼オフィスであると見做されていた。第二次世界大戦後の占領下においては、赤軍がこの地に居住した。その後、突然建物は古くなり、ハンガリー人民共和国下では、アパートのように使われていた。
1987年には川岸にある他の建物と一緒に世界遺産に登録された。
民主主義が再興した後に、政府は宮殿をブダペスト市に明け渡した。2001年、宮殿はフォーシーズンズホテルによって買収され、その後すぐに高級ホテルへと生まれ変わった。大きな階段やステンドグラス、モザイク模様、鉄細工等を含む当初の景観はクィンラン・プライベート社によって復元された。

## デザイン
グレシャム宮殿はアール・ヌーヴォー様式の好例で、特にウィーン分離派の影響を色濃く反映している。分離派は概して比較的小さな装飾を施し、建築的側面を強調する傾向にある。グレシャム宮殿にはこの傾向が見られ、曲がった屋根線、張り出し窓や片蓋柱が見られる正面側に顕著に見られる。また、宮殿には二羽のクジャクの彫像を含む美しいアール・ヌーヴォー様式の鉄細工が見られる事も特徴である。